# Tweede beeldenstorm

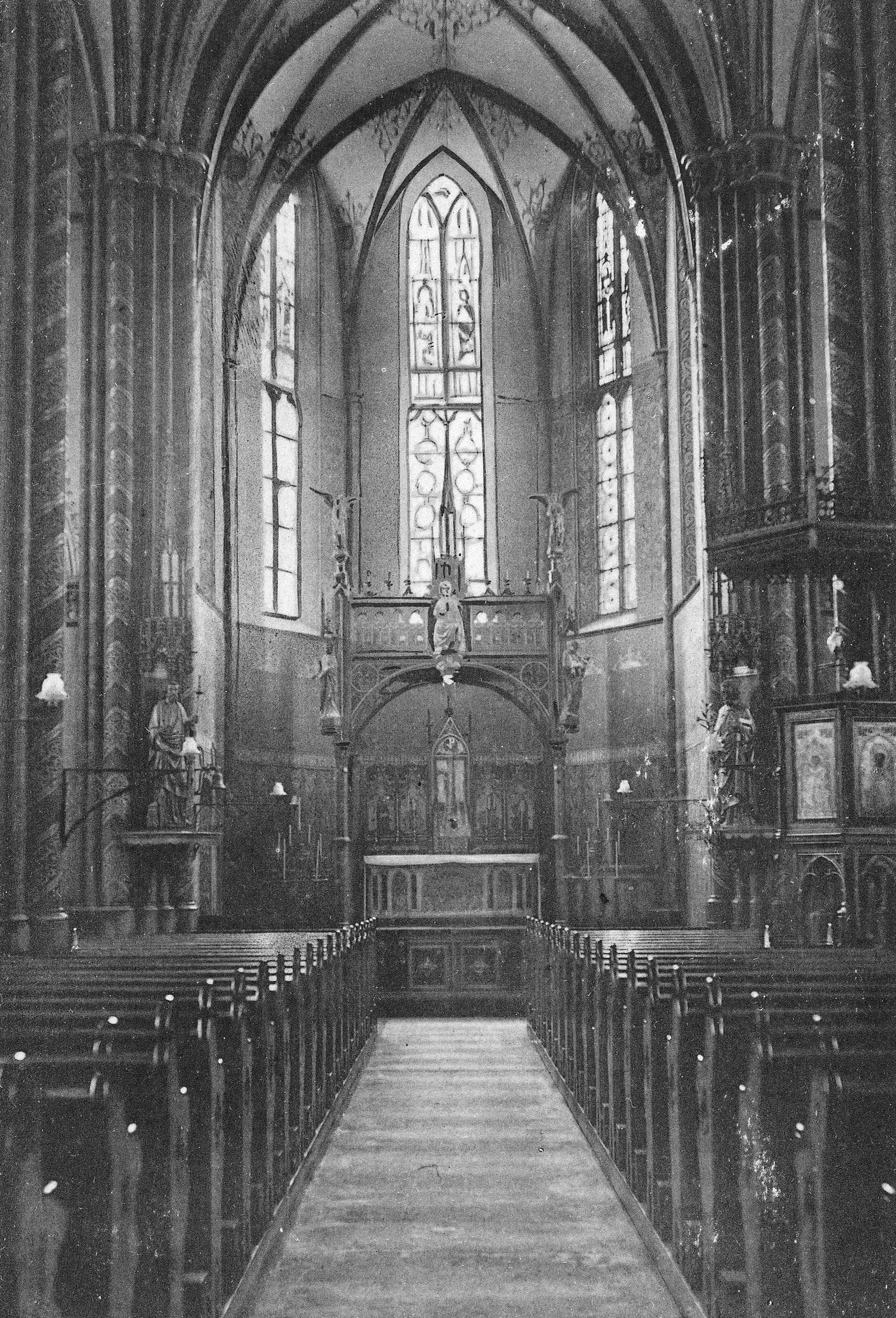
De neogotische Sint-Jacobuskerk te Uithuizen vóór de 'tweede beeldenstorm'

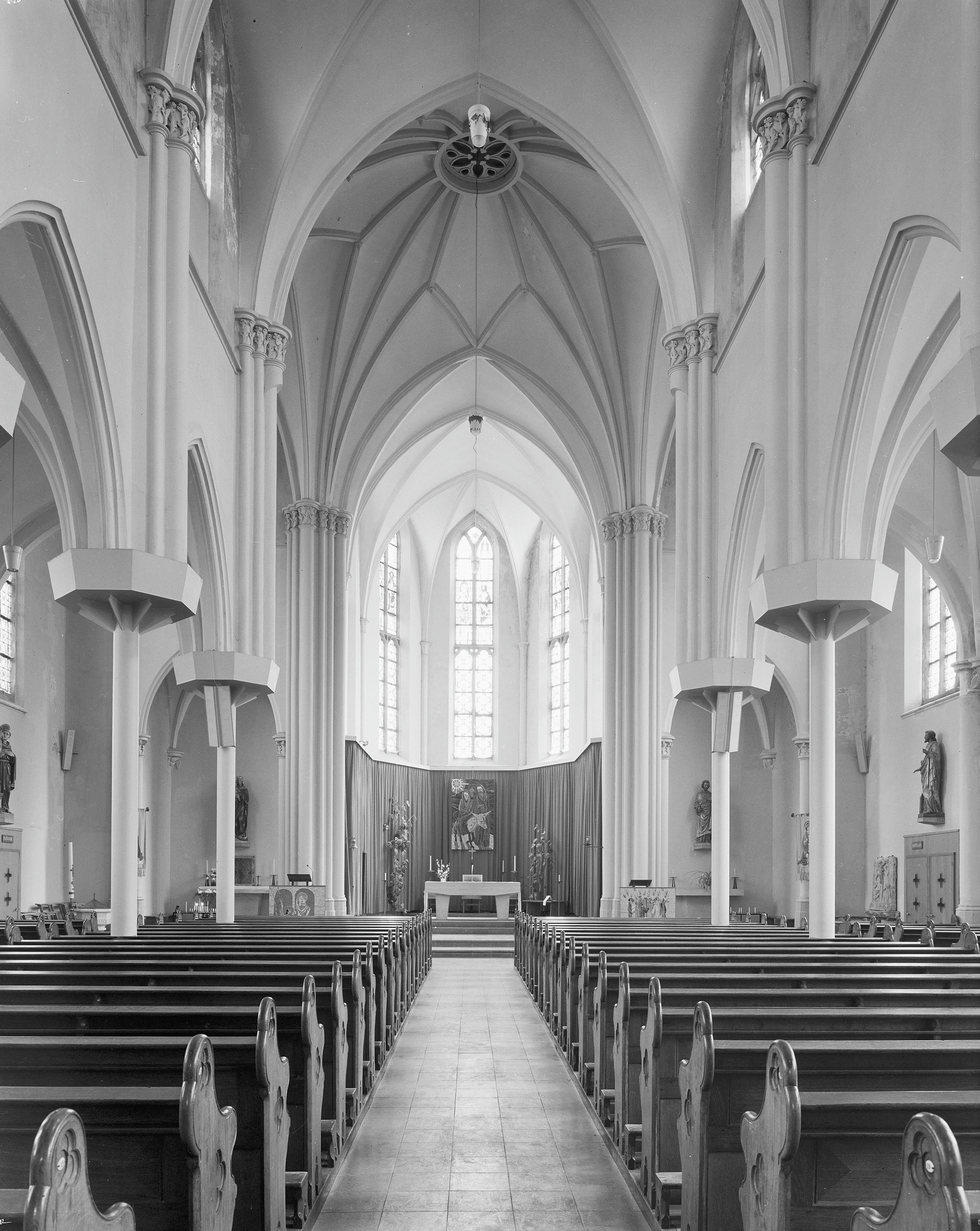
Dezelfde kerk na de renovatie ('tweede beeldenstorm')

De tweede beeldenstorm is een term die in beperkte kring wel gebruikt wordt door critici van de vergaande liturgische en architectonische vernieuwingen zoals deze tijdens en na het Tweede Vaticaans Concilie (1962-1965) plaatshadden. De term heeft geen brede ingang of erkenning verkregen.
Deze groep critici bestaat zowel uit traditionalisten als uit personen die voorstanders zijn van een nauwgezette en gematigde invoering van de besluiten van het Tweede Vaticaans Concilie. Met tweede beeldenstorm worden meestal vernieuwingen bedoeld, die verder gingen dan de concilievaders en de documenten van het Tweede Vaticaans Concilie hadden voorzien. De term is afgeleid van de eerste Beeldenstorm in 1566. De term benadrukt de samenhang tussen de vernieuwingsdrang in de 16e eeuw en de vernieuwingsdrang in de 20e eeuw. Daarmee wordt ook gewezen op het, volgens deze critici, 'protestantse karakter' van de veranderingen in de katholieke geloofsopvattingen en -praktijken ten tijde van deze beeldenstormen.

## Oorzaken
In de periode direct na het Tweede Vaticaans Concilie (in de tweede helft van de jaren 1960) ontstond er in de Nederlandse kerkprovincie een optimistische stemming, gepaard aan een radicale vernieuwingsdrang. Daarbij werden de besluiten van het concilie voorbijgestreefd, omdat deze niet ver genoeg zouden gaan. Omdat de conciliedocumenten jarenlang onvertaald gebleven zijn, kon er ook geen brede open discussie over die documenten en hun bedoeling plaatsvinden.

## Gevolgen

### Immateriële cultuur
Weldra werden talloze wijzigingen ingevoerd. De oude Latijnse kerktaal werd praktisch afgeschaft, want de heilige mis "moest begrijpelijk zijn voor alle gelovigen". Wanneer bleek dat de mis in de volkstaal vanwege moeilijk te doorgronden theologische begrippen evenmin begrijpelijk was, werden er nieuwe, 'duidelijkere' gebeden geschreven. Bijbellezingen in de liturgie werden soms vervangen door alternatieve, eigentijdse verhalen. Talloze lokale experimentele liturgische werkgroepen schoten uit de grond. Priesters begonnen gebeden en Bijbelse vertalingen te gebruiken die niet door de bisschoppen waren goedgekeurd en maakten zo het gebruik van het volksmissaal onmogelijk. In de praktijk kwam het erop neer dat de liturgie werd ontdaan van zijn middeleeuwse en post-Tridentijnse geschiedenis.
Op het gebied van de immateriële cultuur kwam de tweede beeldenstorm tot uiting door het afstand nemen van de soms meer dan vijftienhonderd jaar oude heilige teksten en gezangen. Het sacrament van de biecht, de eucharistische aanbidding en het rozenkransgebed werden vaak overbodig geacht en achterwege gelaten.  Het gebruik van catechismussen, zoals de Schoolkatechismus, werd op vele plaatsen gestopt. Volksdevoties werden onvoldoende intellectueel geacht en daarom onderdrukt en, voor zover zij door de geestelijkheid werden gecontroleerd, afgeschaft. In vele kerkgebouwen werden de traditionele, als zoetelijk beschouwde elementen zoals de heiligenbeelden verwijderd, vooral uit de periode tussen ± 1800-1940. Sommige priesters, kloosterlingen en zusters begonnen burgerkledij te dragen en waren daardoor niet direct meer als religieuze herkenbaar. In sommige kloostergemeenschappen liet men het gebruik van een kloosternaam achterwege. Processies gingen niet meer uit en het gregoriaans, de kenmerkende kerkzang van de Latijnse Kerk, raakte binnen korte tijd bijna geheel uit de gratie. Ervoor in de plaats kwamen nieuw geschreven strofische gezangen in de volkstaal, waarbij de werken van Huub Oosterhuis op muziek van Bernard Huijbers veel gebruikt werden. Hier en daar werd er geëxperimenteerd met zogenaamde 'beatmissen'. De boodschap van de Kerk werd vooral als een sociale boodschap begrepen en de individuele transcendente Godservaring werd naar de achtergrond gedreven. Hier en daar ontstonden initiatieven voor een Jonge Kerk.

### Materiële cultuur
Heiligenbeelden, knielstoelen, knielbanken, altaren, tabernakels, koorhekken, communiebanken, preekstoelen, relikwieën en ex voto's werden hier en daar weggegooid, afgebroken, verbrand, begraven of aan de antiekhandel verkocht. Allerlei neogotisch houtsnij- en beeldhouwwerk werd verwijderd of versoberd door het bijvoorbeeld te logen of te overschilderen in een egale kleur. Soms is bij deze vernieuwingsplannen ook middeleeuws houtsnij- en beeldhouwwerk verwijderd, afkomstig uit het bezit van hele familiegeneraties van rooms-katholieken die het van vernietiging gered hadden tijdens de eerste beeldenstorm in de 16de eeuw. Deze kunstobjecten waren meestal om niet beschikbaar gesteld aan pas ingerichte neo-gotische of neo-romaanse kerkinterieurs.
Soms werden polychrome muur- en gewelfschilderingen bedekt onder lagen witkalk. Gebrandschilderde glas-in-loodramen werden in een enkel geval door blank glas of eigentijdse abstracte composities vervangen. Veelkleurige vloeren werden wel uitgebroken om plaats te maken voor een egale vloerbedekking. Enkele negentiende-eeuwse kerken werden gesloopt. Meer deed zich voor dat  katholieke kerken te maken kregen met een sterke terugval van het kerkbezoek en financiële middelen, en om die reden afstand van kerkgebouwen of soms alleen van de originele inventaris werd gedaan. Voor kerkgebouwen die moeten sluiten, wordt in toenemende een andere maatschappelijke of culturele bestemming gevonden. Ook worden kerken omgebouwd tot wooncomplexen, vaak juist met behoud van originele ornamenten. In het aartsbisdom Utrecht wordt aan de massale kerksluiting leiding gegeven door kardinaal Eijk, vaak tegen de zin van lokale gemeenschappen.

## Het einde van de tweede beeldenstorm
Begin 21e eeuw is deze polarisatie aan het afnemen, ook doordat aanvankelijk progressievere katholieken de kerk massaal verlaten hebben. Het herstellen van de tradities van vóór de tweede beeldenstorm in de resterende kleine kring van behoudende gelovigen, vooral in gang gezet door in het buitenland geworven jonge priesters, wordt (zoals destijds trouwens ook de tweede beeldenstorm zelf) wel "restauratie" genoemd.

## Verspreiding
De 'tweede beeldenstorm' beperkte zich aanvankelijk grotendeels tot Nederland. Maar ook in Frankrijk deed een dergelijke ontwikkeling zich voor, zij het niet zo totaal als Nederland. In latere perioden, voornamelijk de jaren zeventig, traden soortgelijke golven van vernieuwing op in de kerkprovincies in Vlaanderen en andere delen van Europa en Noord-Amerika, gevolgd door Afrika en Azië.